# Predsednik Republike Srbske
Predsednik Republike Srbske ([Предсједник Републике Српске/Predsjednik Republike Srpske] Napaka: {{Jezik-xx}}: Non-latn text (pos $1)/Latn script subtag mismatch (pomoč)) je najvišji izvršni položaj v Republiki Srbski, entiteti v Bosni in Hercegovini. Je ena od izvršilnih oblasti, skupaj z vlado Republike Srbske. Predsednik Republike Srbske je neposredno izvoljen za dobo štirih let, skupaj z dvema podpredsednikoma različnih narodnosti (Srbi, Hrvati in Bošnjaki). Nobeden od njih ne more biti hkrati iz iste konstitutivne države. Predsednikova rezidenca je v Banja Luki.
Prvi predsednik je bil Radovan Karadžić iz Srbske demokratske stranke, ki je bil na to mesto izvoljen leta 1992. Med bosansko vojno je vodil Republiko Srbsko in bil kasneje obsojen na 40 let zapora zaradi genocida v Srebrenici, vojnih zločinov in zločinov proti človečnosti.

## Moči
V skladu z ustavo Republike srbske predsednik zastopa Republiko srbsko in izraža njeno enotnost. Ker Republika Srbska v parlamentarnem sistemu, ima predsednik zelo omejena pooblastila:
1. Parlamentu predlaga predsednika vlade
2. Na predlog visokega sodnega in tožilskega sveta parlamentu predlaga predsednika in sodnike ustavnega sodišča
3. Z odlokom razglaša zakone;
4. Izreka pomilostitve;
5. Podeli odlikovanja in priznanja, kot jih določa zakon;
6. Upravlja druge naloge po ustavi.

Če državni zbor zaradi izrednega stanja ne more izvesti seje, predsednik po pridobljenem mnenju vlade razglasi izredno stanje in odredi ukrepe za odpravo izrednega stanja. Predsednik na lastno pobudo ali na predlog vlade izjavlja akte iz pristojnosti Državnega zbora v vojnih okoliščinah ali med neposredno vojno ogroženostjo; akte mora parlamentu predložiti v potrditev, ko ima skupščina sejo. 
Predsednik lahko vlado prosi, da izrazi svoj odnos do nekaterih zadev, pomembnih za republiko, skliče sejo vlade ali na dnevni red uvrsti zadeve v državni pristojnosti.

## Predsedniki
| #   | Portret | Ime                           | Mandar             | Mandar                                 |
| --- | ------- | ----------------------------- | ------------------ | -------------------------------------- |
| 1.  |         | Radovan Karadžić (1945–)      | 7. april 1992      | 19. julij 1996                         |
| 2.  |         | Biljana Plavšić (1930–)       | 7. april 1992      | 4. november 1998                       |
| (-) |         | Petar Đokić, v. d. (1961–)    | 2. september 1999  | 26. januar 2000                        |
| 3.  |         | Nikola Poplašen (1951–)       | 4. november 1998   | 2. september 1999                      |
| 4.  |         | Mirko Šarović (1956–)         | 26. januar 2000    | 28. november 2002                      |
| 5.  |         | Dragan Čavić (1958–)          | 28. november 2002  | 9. november 2006                       |
| 6.  |         | Milan Jelić (1956–2007)       | 9. november 2006   | 30. september 2007 (umrl med mandatom) |
| (-) |         | Igor Radojičić, v. d. (1966–) | 30. september 2007 | 9. december 2007                       |
| 7.  |         | Rajko Kuzmanović (1931–)      | 9. december 2007   | 15. november 2010                      |
| 8.  |         | Milorad Dodik (1959–)         | 15. november 2010  | 19. november 2018                      |
| 9.  |         | Željka Cvijanović (1967–)     | 19. november 2018  | 15. november 2022                      |
| 10. |         | Milorad Dodik (1959–)         | 15. november 2022  |                                        |